# Giro del Belvedere 2011
Il Giro del Belvedere 2011, settantatreesima edizione della corsa e valida come evento dell'UCI Europe Tour 2011 categoria 1.2U, si svolse il 25 aprile 2011 su un percorso di 154 km. Fu vinto dall'italiano Nicola Boem che terminò la gara in 3h36'50", alla media di 42,61 km/h.
All'arrivo 71 ciclisti portarono a termine la gara.

## Ordine d'arrivo (Top 10)
| Pos. | Corridore          | Squadra         | Tempo    |
| ---- | ------------------ | --------------- | -------- |
| 1    | Nicola Boem        | Zalf-Désirée    | 3h36'50" |
| 2    | Salvatore Puccio   | Hoppla Truck    | s.t.     |
| 3    | Enrico Battaglin   | Zalf-Désirée    | s.t.     |
| 4    | Enrico Barbin      | Trevigiani      | s.t.     |
| 5    | Stefano Agostini   | Zalf-Désirée    | s.t.     |
| 6    | Gianfranco Zilioli | Team Colpack    | s.t.     |
| 7    | Carlos Manarelli   | Generali-Ballan | s.t.     |
| 8    | Jan Polanc         | Radenska        | s.t.     |
| 9    | Florian Gaugl      | Tyrol Team      | s.t.     |
| 10   | Luka Grubic        | Brisot          | s.t.     |